# Sara Dallin
Pour les articles homonymes, voir Dallin.
Ne doit pas être confondu avec Sarah Palin.
Sara Elizabeth Dallin, née le 17 décembre 1961 à Bristol, est une chanteuse anglaise membre du groupe Bananarama.

## Biographie
Sara Dallin est née à Bristol, en Angleterre. Elle fréquente l'école St George pour filles à Bristol avec Woodward et étudie le journalisme au London College of Fashion. Elle fonde Bananarama avec Siobhan Fahey native de Dublin. Le groupe engrange des succès internationaux avec des titres comme Robert de Niro's waiting (1984), Venus (1986) Love in the First Degree et I heard a rumour (1987). Après le départ de Siobhan Fahey en 1988 puis de Jacquie O'Sullivan en 1991 (qui elle-même remplace Siobhan Fahey), Sara Dallin poursuit sa carrière avec Bananarama en duo avec Keren Woodward. En 2017, Siobhan Fahey revient momentanément afin d'entamer avec Dallin et Woodward pour une tournée.
Son groupe Bananarama figure dans le Guinness des records avec 30 millions de disques vendus au Royaume-Uni .
Elle est toujours en activité.

## Vie privée
- Ses ancêtres sont irlandais, français et anglais[3].

- Elle est fiancée à l'ancien danseur Bassey Walker avec lequel elle a une fille, Alice, née en 1991, mais ils se séparent alors qu'elle veut l'épouser[4],[5],[6].

- Selon les tabloïds, Sara Dallin aurait eu une liaison amoureuse discrète avec le footballeur Paul Gascoigne lors d'un séjour en Espagne à Marbella en octobre 2004. Elle niera plus tard toute rumeur de liaison[7],[8],[9],[10],[11].

- Sa fille Alice Dallin-Walker est également chanteuse[12].